# Марданшах
Марданшах (персијски: مردانشاه‎) је био сасанидски генерал, Арапи су га називали Дул Хаџиб (арапски: ذو الحاجب, "власник гримизних обрва") као што је био и Бахман Џадуји.